# Улица Висмари
У́лица Ви́смари (эст. Wismari tänav) — улица в Таллине, столице Эстонии.

## География
Пролегает в микрорайоне Кассисаба городского района Кесклинн. Начинается от перекрёстка с улицей Тоомпеа, с севера граничит с парком Хирве, пересекается с бульваром Тоомпуйестеэ, после которого проходит у парка Фальги, пересекается с улицами Артура Каппа, Койду, Вилларди и заканчивается на перекрёсте с улицей Техника. 
Протяжённость — 934 м.

## История
До второй половины XIX века, когда Ревель был исключён из списка городов-крепостей, на территории современной улицы Висмари не разрешалось ничего строить. Первые постройки были возведены здесь в последней четверти XIX века. В конце XVII века в начале будущей улицы находилось оборонительное сооружение, так называемый равелин Висмара, давший название новой улице — Висмарская (нем. Wismarstraße). C 27 июня 1950 года по 1 июля 1987 года улица называлась улицей Ивана Мичурина (эст. Ivan Mitšurini tänav), 2 июля 1987 года ей вернули прежнее название.
Общественный транспорт по улице не курсирует.

## Застройка

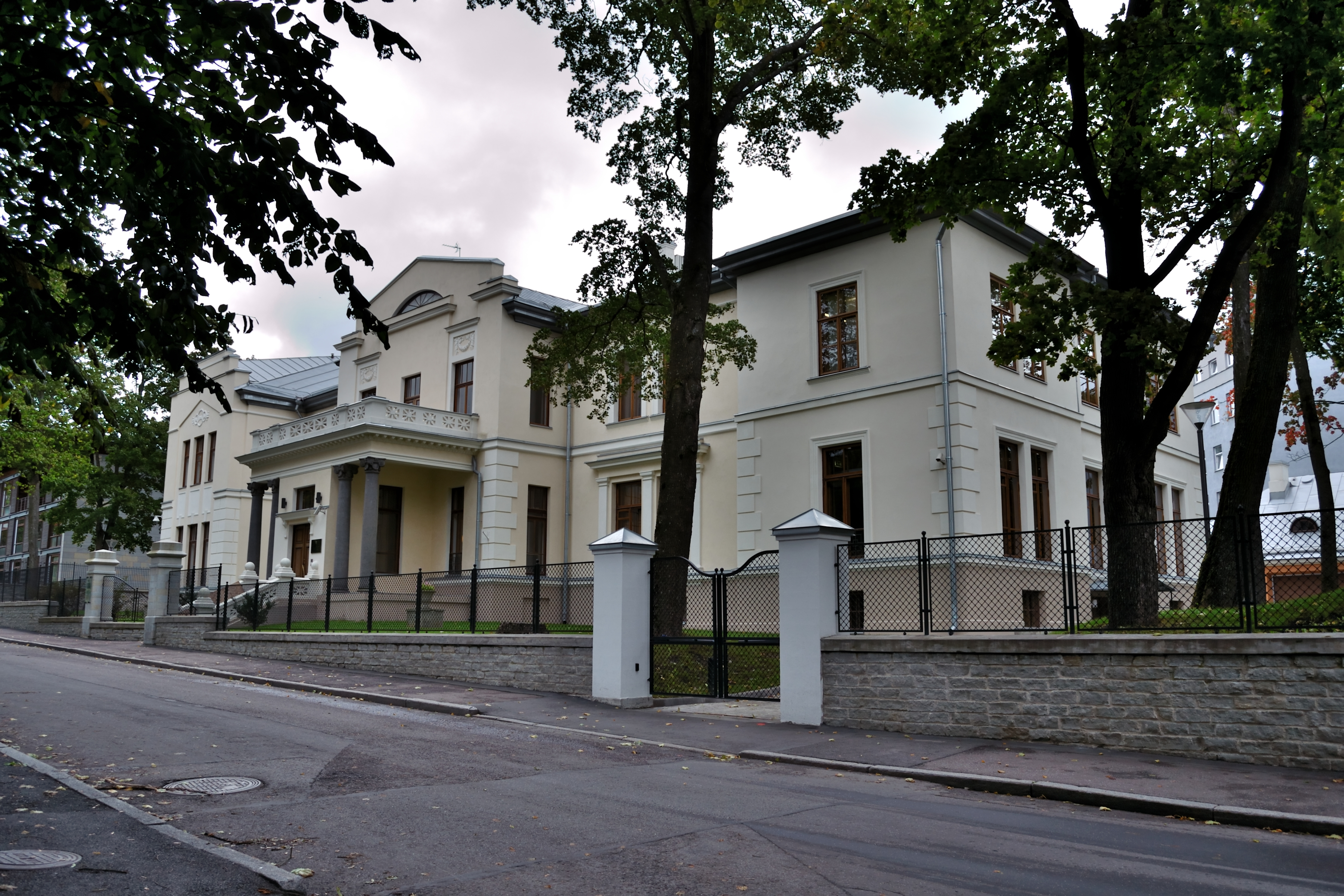
Улица Висмари, дом 7

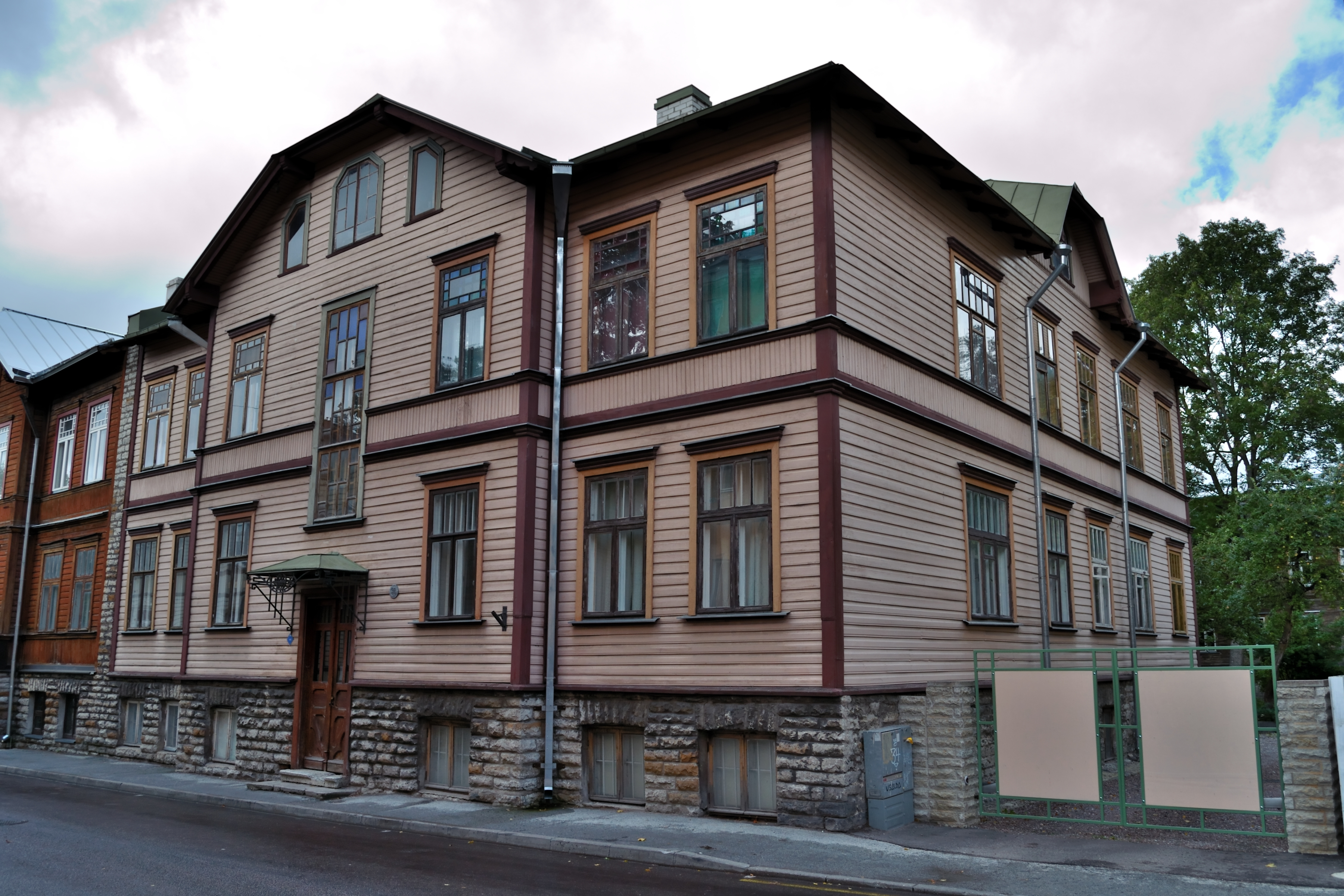
Улица Висмари, дом 10

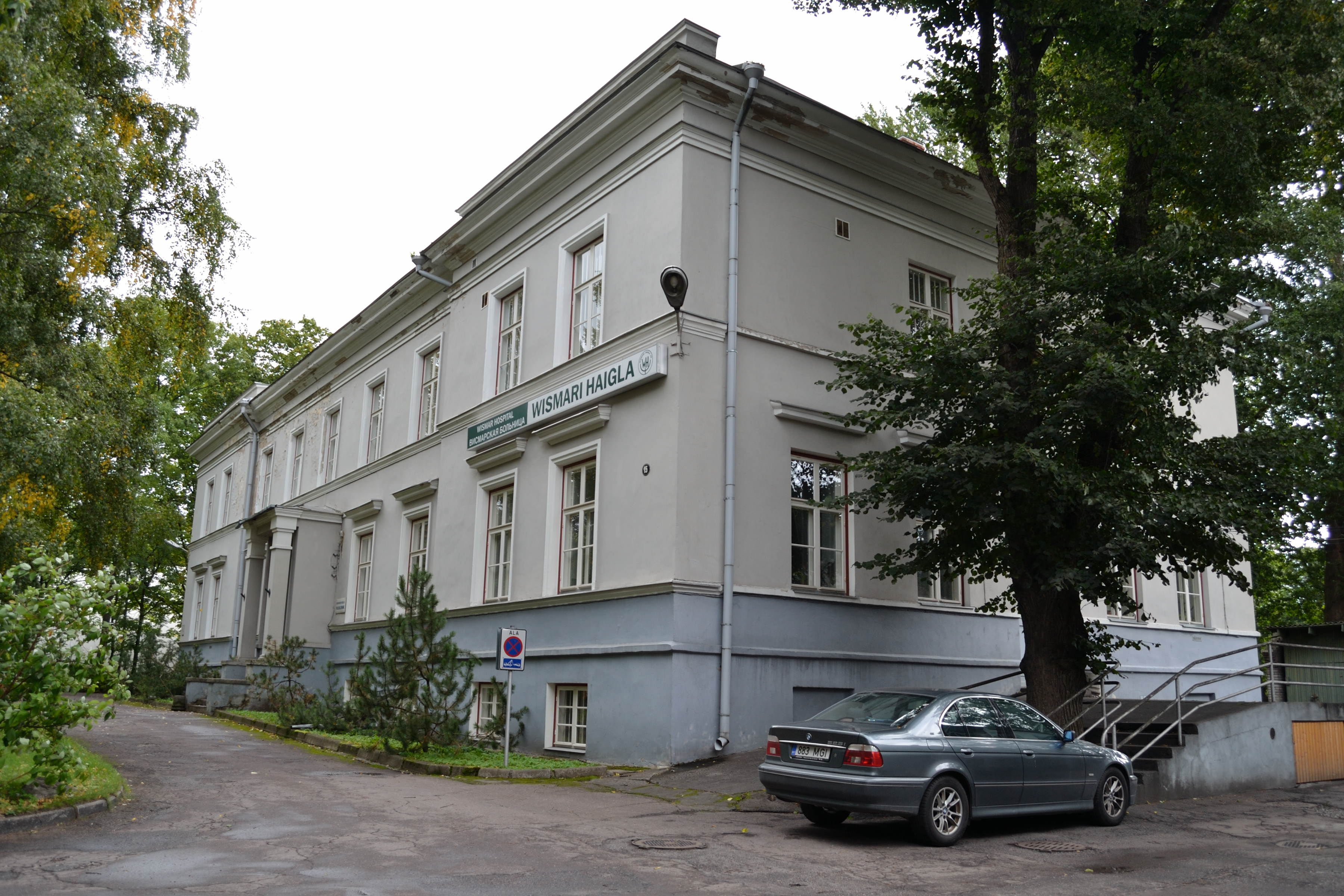
Улица Висмари, дом 15

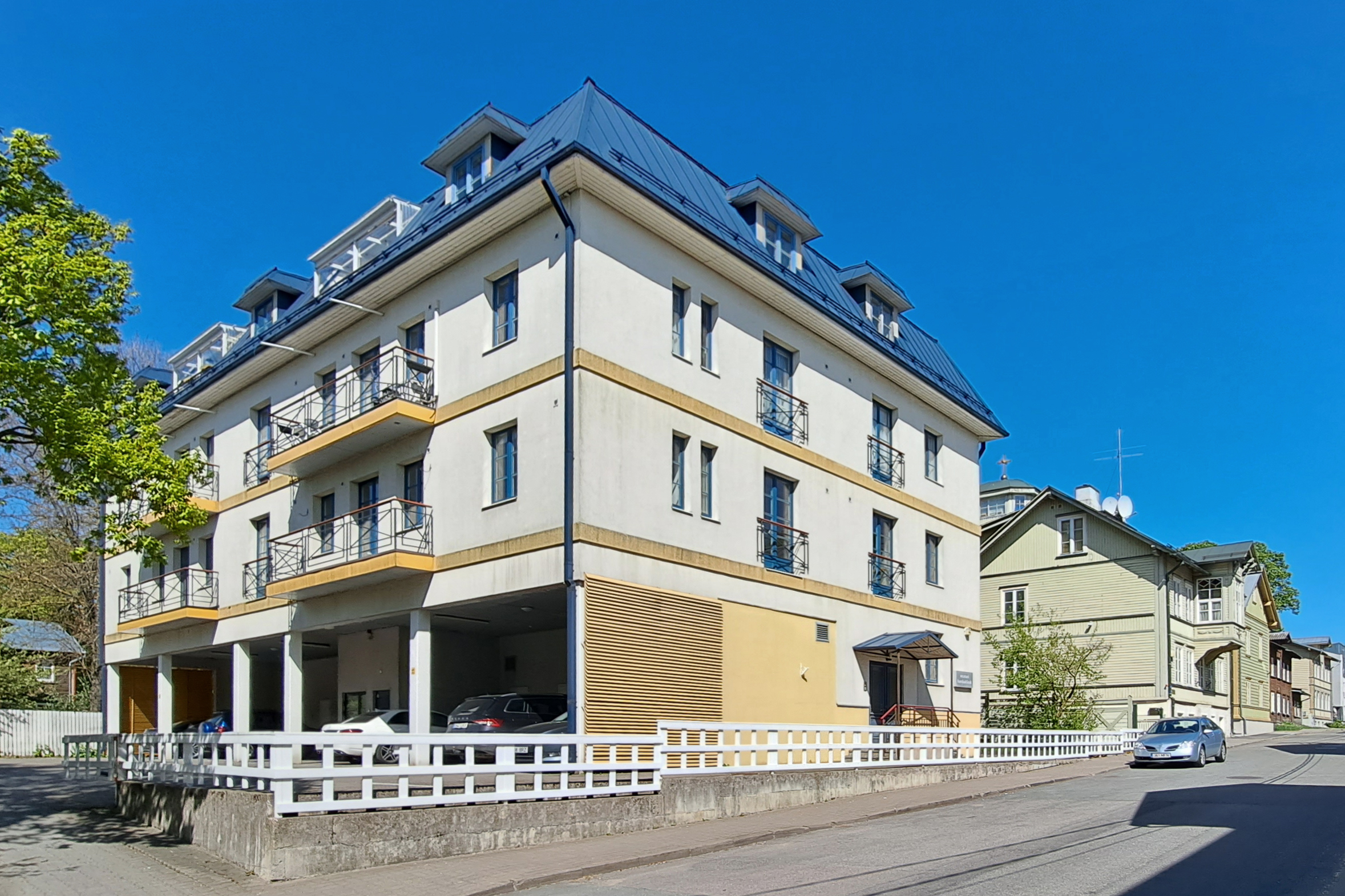
Улица Висмари, дом 32А

Имеет в основном историческую застройку. Семь расположенных на улице зданий внесены в Государственный регистр памятников культуры Эстонии как памятники архитектуры и одно здание — как памятник истории:
- Wismari tn 7 — здание в стиле неоклассицизма по проекту архитектора Фердинанда Кордеса (Ferdinand Heinrich Kordes), построенное в 1869 году на месте земляных укреплений Висмарского равелина, изначально жилой дом графа Унгерн-Штернберга.

Дом проектировался с симметричным главным фасадом в стиле классицизма. В 1914 году его перестроили в банковское здание, которое получило асимметричный фасад в стиле  модерн (архитектор М. Бетаки). В доме хорошо сохранились многие конструкции и детали, относящиеся ко времени его строительства. В 1919 году здание поступило в распоряжение Министерства сельского хозяйства, в 1934 году — Министерства юстиции. В советское время оно принадлежало Прокуратуре Эстонской ССР. В настоящее время в здании располагается Государственная прокуратура Эстонской Республики;
- Wismari tn 9 — здание построено в 1924 году известным эстонским архитектором Гербертом Йохансоном[эст.] (1884—1964) и долгое время было его жилым домом.

Примечательный образец частного дома в стиле традиционализма с влиянием геймат-стиля. Во владении Йохансона здание находилось до 1941 года, позже было экспроприировано и передано ВМФ СССР. После войны в доме было 7 квартир;
- Wismari tn 10 — образец творчества инженера и архитектора Антона Уэссона[эст.] (1879—1942), типичный для своего времени модернистский деревянный дом, построен в 1910-е годы[7];
- Wismari tn 11 — жилой дом известного архитектора балтийско-немецкого происхождения Эриха Якоби, спроектированный им самим. Построен в 1924 году.

Архитектурное решение дома, основанное на господствовавшем в 1920-х годах стиле традиционализма, в случае Эриха Якоби опирается прежде всего на хайматкунст и барокко XVII—XVIII веков. В советское время в доме были коммунальные квартиры, с 2000 года по 2011 год размещался офис Исамаалийта;
- Wismari tn 12 — типичный для 1910-х годов образец деревянного модернистского дома, хорошо сохранившийся и богатый деталями.

Одно из самых красивых и интересных строений в историческом предместье Тоомпеа;
- Wismari tn 15 — дом построен в 1867 году по проекту архитектора Фердинанда Кордеса.

В 1867—1917 годах в здании работала школа для бедняков, и оно принадлежало Эстонской евангелическо-лютеранской церкви. С 1937 года в здании работала XV начальная школа, затем — Промышленная школа. В 1955 году в нём разместилась больница Онкологического диспансера, позже, до 1990-х годов, работал Таллинский республиканский наркологический диспансер. В настоящее время в здании работает больница Висмари;
- Wismari tn 17 / Kapi tn 1 — квартирный дом на углу с улицей Артура Капи принадлежит к архитектурно законченному ансамблю зданий, выполненных в одно время и в едином стиле.

Здание представляет собой типичный таллинский дом 1930-х годов для более бедного контингента городского населения, построенный с учётом требований программы улучшения жилищных условий второй половины десятилетия. Трёхэтажный деревянный дом на высоком цоколе с каменной лестницей и осесимметричными фасадами построен по проекту 1934–1936 годов, многократно изменённому архитектором Карлом Трейманом-Тарвасом при содействии инженера Эдуардам Руусина (Eduard Ruusin).
Во время мартовской бомбардировки 1944 года в дом попала бомба, и он горел. В 1945 году был разработан проект его реставрации и реконструкции, предусматривавший замену почти всех деревянных стен (в т. ч. межкомнатных) на стены из силикатного кирпича. Проект был реализован. Внешний вид здания это не изменило, но повлекло за собой существенные изменения в планировке этажей и квартир. По причине послевоенного жилищного кризиса на всех трёх этажах были запланированы по четыре 2-комнатные квартиры; во всех квартирах была кухня с кладовой. Ванная комната отсутствовала только в самой маленькой квартире на этаже;
- Wismari tn 19 / Kapi tn 2 — трёхэтажный деревянный дом с каменной лестницей и высоким цоколем, спроектированный инженером Эдуардом Куузиком (Eduard Kuusik) в 1934 году.

Как и дом 17, принадлежит к архитектурно законченному ансамблю зданий, выполненных в одно время и в едином стиле. В здании сохранилась типичная для своего времени лестница со множеством оригинальных элементов.

Улица Висмари, памятники культуры
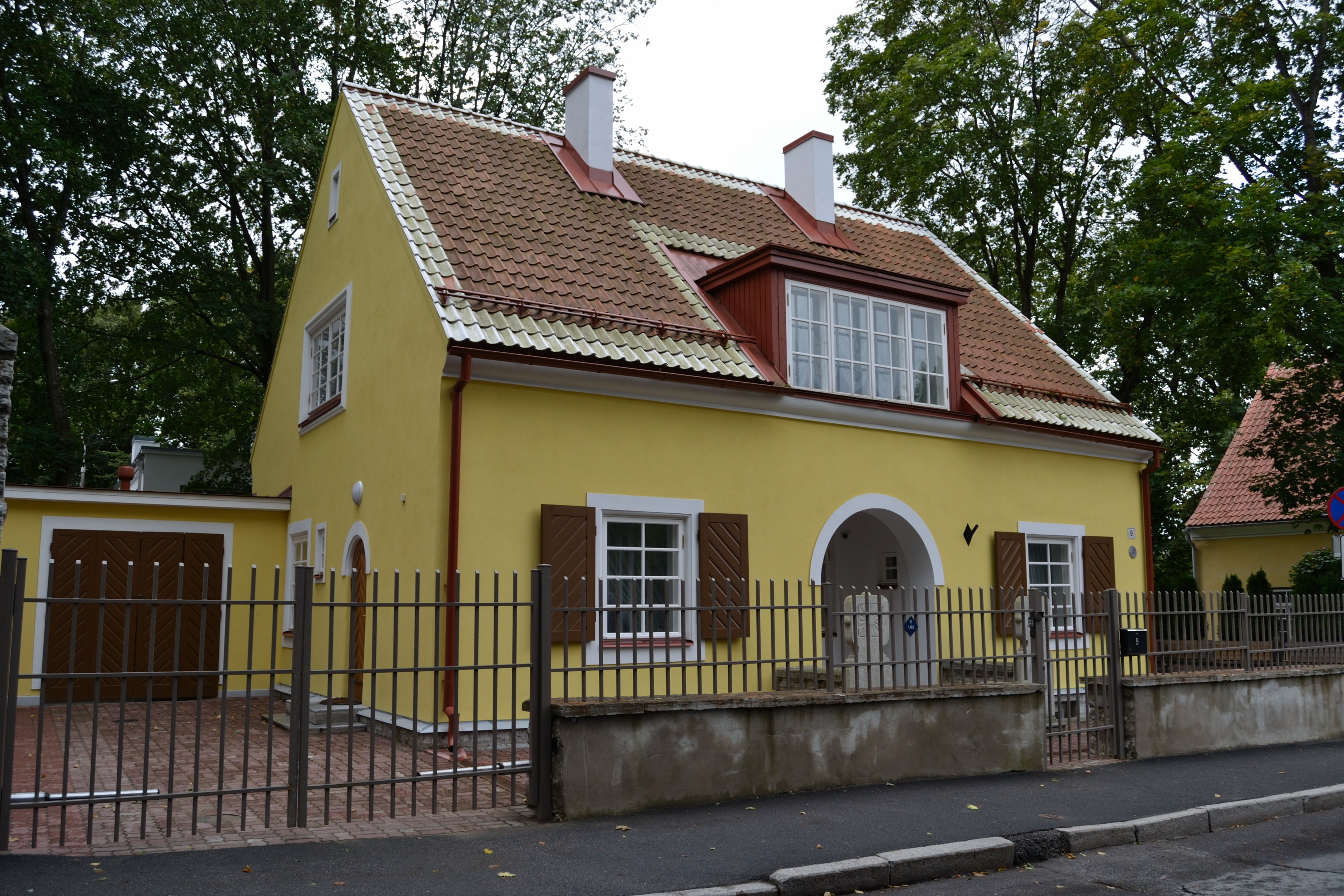
Дом 9
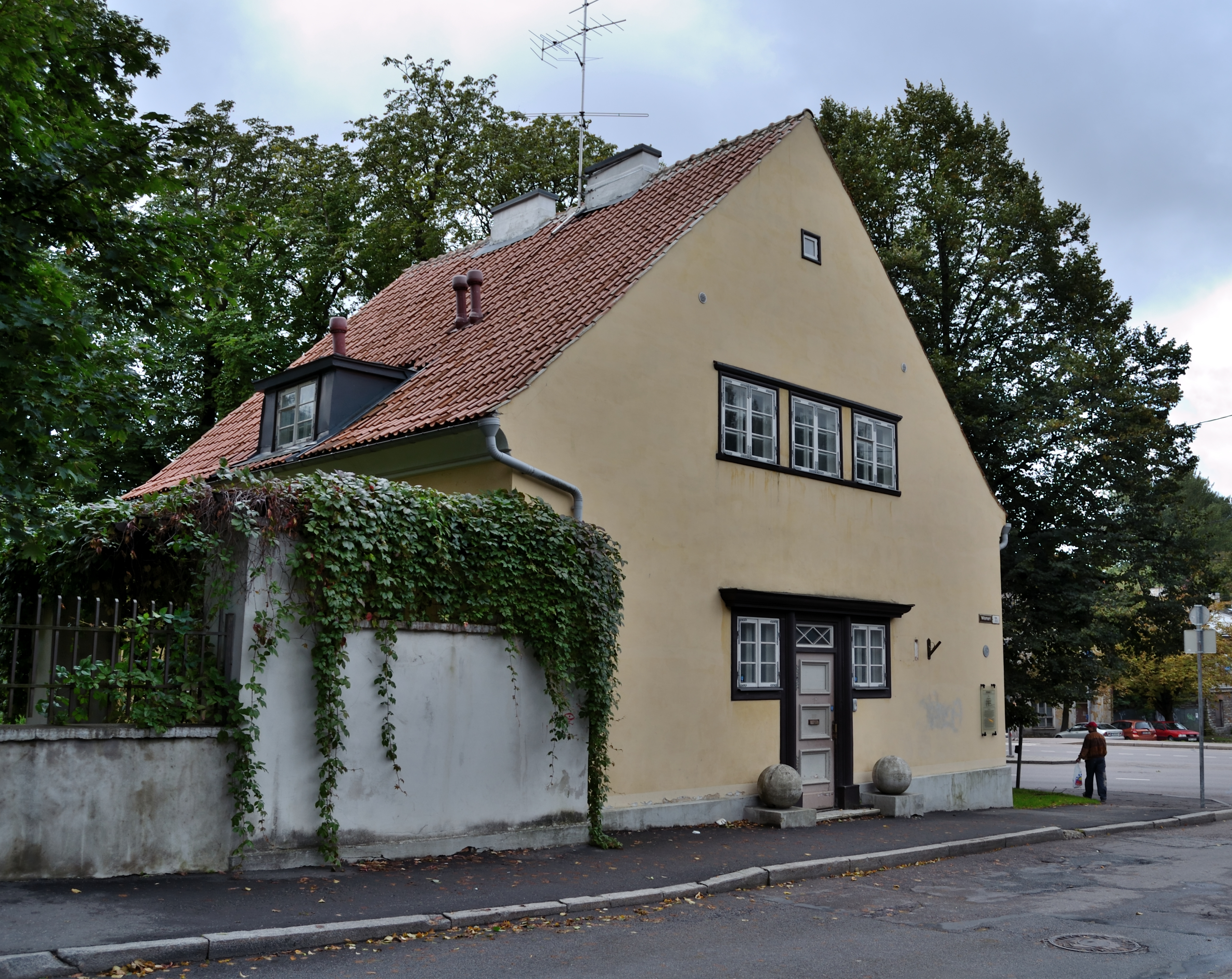
Дом 11
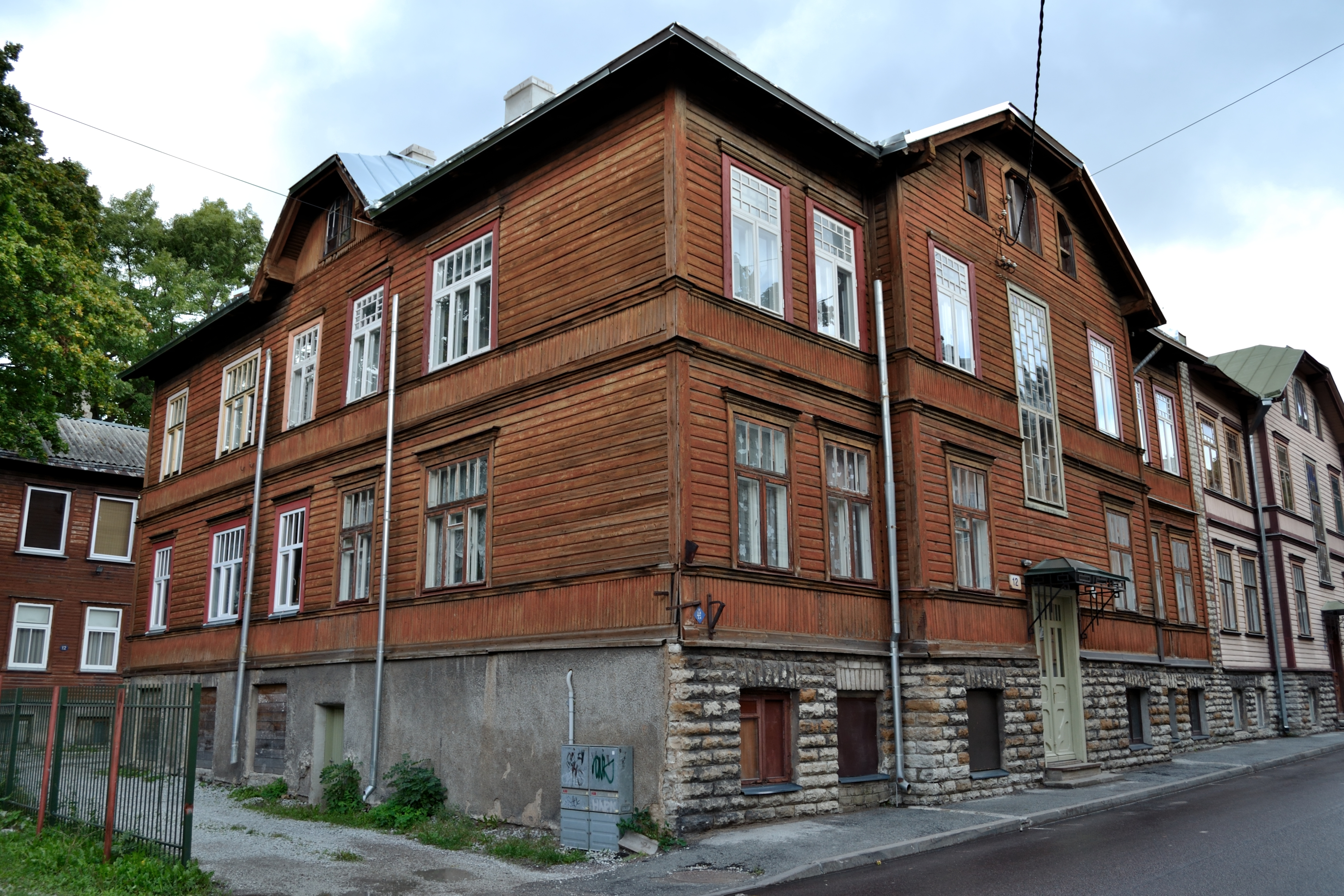
Дом 12
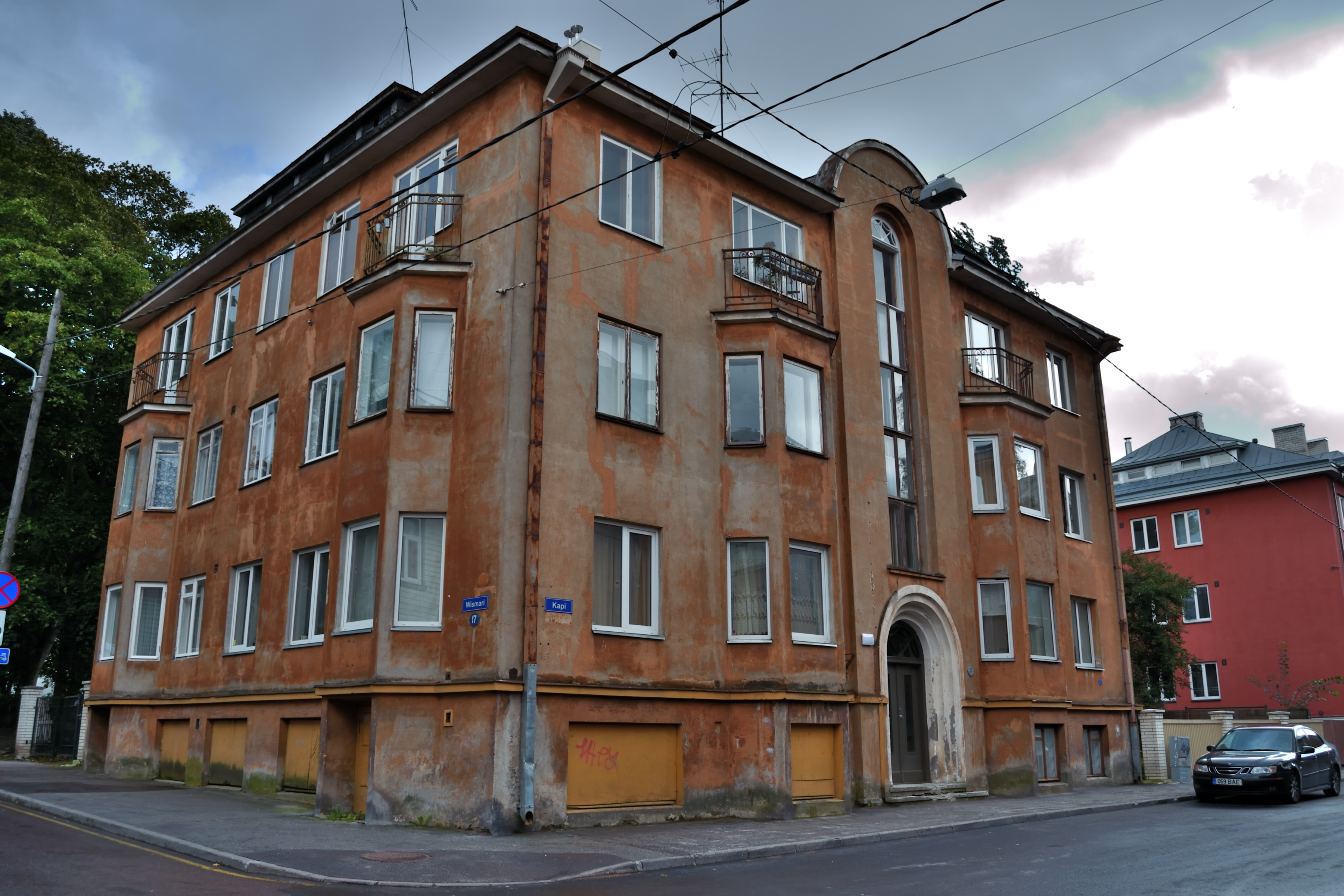
Ул. Капи 1 / Висмари 17 (фото 2011 года, до реставрации)